# Дворац Локет
Дворац Локет (чеш. Hrad Loket) је дворац у готичком стилу из 12. века, око 12 км од Карлових Вари на масивној стени у граду Локет, Карловарски крај, Чешка. Са три стране је окружен реком Охре. Некада познат као „Неосвојиви дворац Чешке“, због својих дебелих зидова, један је од најстаријих и највреднијих историјских камених двораца у Чешкој. Њиме управља Фондација замка Локет од 1993. године, и данас је музеј и национални споменик.
Сваке године град је домаћин фестивала опере, са наступима Чешке националне опере у амфитеатру на отвореном са дворцем као кулисом, а такође је домаћин велике награде Чешке за мотокрос.

## Историја
Локет, који се првобитно звао Штајн-Елбоген због свог стеновитог положаја, наводно су основали 870. године маркгрофови Фохбурга који су тада били у сродству са војводама Баварске којима је читав округ Елбоген припадао до 12. века.
Прво писмено помињање Локета као града потиче из документа из 1234. године када је забележен први познати краљевски бурггроф Локет. Према археолошким истраживањима, датум оснивања замка датира из трећег квартала 12. века, током владавине Отакара I, или чешког кнеза Владистава I, касније чешког краља Владислава II од Бохемије, или министарских званичника цара Фридриха I Барбаросе. Стари романски замак састојао се од две куле, цркве и зграде која је стајала на месту данашње маркгрофове куће. Црква је стајала испод данашњег замка у коме је данас црква Светог Вацлава. Друга кула, која више не постоји, стајала је североисточно од замка. Пре свега, дворац је служио као заштита трговачке стазе која је водила од Прага преко Хеба и даље до Плауена и Ерфурта, али је након поновне анексије од стране чешке државе почео да функционише као гранична тврђава. Од тада је постао ново административно средиште региона.
У 13. веку око зидина замка саграђено је насеље које је касније подигнуто у краљевски град. Од 1250-их дворац се постепено увећавао и некадашња романска зграда претворила се у готско упориште које су често посећивали чланови краљевске породице.

### Током владавине Отокара II од Чешке
Под владавином Отакара II изграђен је нови зид утврђења са полуцилиндричним кулама. Краљица Елизабета од Чешке се сакривала у замку са својом децом током побуна против Јована Луксембуршког, као и да би се заштитила од његовог беса. Последњи пут тамо се морала сакрити рано у пролеће 1319. године, када је краљ Јован триком освојио дворац када је наговорио стражара да отвори капију претварајући се да је дошао у пријатељску посету својој жени. Краљица Елизабета је заробљена и превезена у Мјелњик, замак мираз чешких краљица. Њихов трогодишњи син принц Вацлав, касније цар и краљ Карло IV , овде је био држан два месеца у подземном затвору, током периода који је касније описао као стравичан затвор у подруму са једним малим прозорчићем. Као одрастао и важан европски владар, Карло IV није мрзео Локет и често је тамо боравио. У свом неимплементираном законику Maiestas Carolina, Локет је сврстао у места која су требала остати у трајном власништву чешке круне.
Хуситски ратови нису заобишли Локет када се нашао у рукама присталице Католичке цркве бурггрофа Пута из Илбурка. Хуситске трупе су два пута покушале да освоје дворац под вођством Крушине из Швамберка и касније под вођством Јакоубека из Вресовице, али оба крсташка рата су се завршила без успеха. Свеобухватна рестаурација замка под Вацлавом IV била је пресудна за његов данашњи облик. Од оригиналних романских зграда, сачувана је углавном изузетно ретка ротонда, темељи куле замка и северне палате. Кућа маркгрофа такође је настала у доба владавине Вацлава IV.

### За време владавине Жигмунда Луксембуршког
Дворац је наставио да се повећава до 1420-их, а 1434. га је Жигмунд Луксембуршки ставио под хипотеку канцелара Кашпара Слика као награду за његову новчану помоћ. Даља реконструкција догодила се у другој половини 15. века, када је замак претворен у репрезентативно седиште предака под управом Куће Слик, које је трајало више од 100 година. Служио је овој сврси и након што се Кућа Слика поделила на неколико огранака - Соколов, Јахимов и Остров. Његова архитектура је пратила дух касне готике и нове надолазеће ренесансе. Сликови су јужну палату претворили у велику дворану, а источну у „Слик архиву“. Дворац је претрпео претварање у затвор у 19. веку.
Током 16. века Кућа Слик постала је једна од најбогатијих породица у земљи и најмоћнија у региону. Њихова ера у дворцу Локет била је један од спорова са локалним мештанима, што је често доводило до насиља и отворених сукоба. Због њиховог учешћа у побуни чешких држава против краља, касније цара Фердинанда I Хабзбурга, одузета је имовина Кући Слик и на крају су изгубили замак. Од 1551. до 1562. дворцем је управљало племство Плауен, али им је одузет због лоше управе и додељен локалним мештанима. 1598. године постао је наследство грађанства, служећи само у административне сврхе. Сваки пут кад се градска скупштина суочила са неповољним стањем, градске старешине су тамо одржавали своје седнице.

### За време владавине Јиржија Попела из Лобковица
1607. године племић Јиржи Попел од Лобковица, који је био највиши контролор чешког краљевства, умро је од апоплектичног можданог удара у затвору замка Локет. Оптужен је за издају и затворен у Клодском дуги низ година. Касније је сахрањен на месту некадашње црквене куле. Током Тридесетогодишњег рата град су погодиле бројне катастрофе. На свом почетку, протестантски Локет је подржавао опозицију против цара. После битке на Белој гори, грађани Локета дозволили су одредима Ернста Мансфелда да уђу у град. 1621. град су опсели Баварци предвођени Тилијем, а након великог бомбардовања град је био приморан да се преда, а Саси су морали да оду. Тада је град кажњен због непослушности опсежним репресивним мерама. Ова ситуација се поновила 1631. године када су мештани дозволили Сасима да уђу и освоје град. Шведске трупе које су деловале у суседству Локета искључиле су град из својих напада, али Тридесетогодишњи рат и репресивне мере царских званичника донели су граду Локет велике економске губитке.

### Од 18. века до модерних времена
Дворац је 1725. године спаљен, а од дворца је остало само приземље и подземље. Почетком 19. века кућа маркгрофа је обновљена и основан је музеј порцелана. 1788. изнесен је предлог за реконструкцију замка у градски затвор, а радови су завршени 1822. За то време је палата звана Камена комора у близини куле срушена, а остале зграде спуштене на један спрат. Затвор је укинут 1948. Од 1968. године замком су управљала Одељења за старе споменике у Плзењу. Прекретница за унапређење и отварање замка догодила се 1992. године када је поново враћен граду Локету. Град је основао фондацију замка Локет која је касније трансформисана у заједничку корпорацију.

## Делови дворца
Дворац је данас подељен на девет различитих делова који садрже многе средњовековне артефакте од историјског интереса. Поред куће маркгрофа у којој је изложба порцелана и остаци романске ротонде, најмање такве врсте у Чешкој, у замку се налазе и затворске ћелије и комора за мучење, сала за венчања и свечана сала, историјско оружје и археолошка сала, у којој је изложена макета такозваног метеорита Елбоген „зачараног бурггрофа“, романска призматична кула, кућа бурггрофа из 15. века и капетанова кућа, палата са два крила из 16. века и утврђења која укључују упоришта. 

### Кућа маркгрофа
Изграђена у романском стилу, коначно је попримила данашњи изглед да би 1907. служила као градски музеј. После недавних реконструкција, музеј локалног порцелана поново је отворен за јавност на првом спрату. Касније су се изложбе одржавале и у другим просторијама замка. Неколико надгробних споменика распоређено је у низу поред улаза у зграду. Један од њих долази из ренесансне гробнице рабина Бењамина са угашеног јеврејског гробља, које се налазило у предграђу Робичске, са похвалном песмом из приближно 1700. године, док други потичу са некадашњег гробља Локет при цркви Светог Јована.

### Археолошка сала
Током археолошких истраживања у пролеће 1993. године пронађено је много фрагмената као и других материјала из времена многих периода обнове дворца Локет. Тада је откривен зид оригиналног романског бедема од пре 1230. године, када је замак изграђен. Зидови су дебели од 2,2 до 2,5 м. Постављени су директно на стени и изграђени у потпуности од  камена. У горњем делу ископа, испод главног прозора, пронађени су и зидови палате из времена обнове замка за време краља Вацлава и остаци ренесансне кухиње из 1528–1536. У углу је такође уочљив правоугаони темељ за грејни елемент поред истрошеног каменог прага.

### Ротонда
Ротонда, првобитно сакривена у телу спиралних степеништа у северном делу замка, указује на словенско пореклоСловени. Има унутрашњи пречник од 3,6 м са периферним зидом од око 75 до 80 см дебљине и откривена је 1966. Вероватно је настала крајем 12. века, јер је комплетан концепт градње романског замка изузетак у концепту замкова Премисловића из 12. века. Треба додати да се чак ни историчари не слажу да ли је замак дело архитектуре Штауфа или Премисловића.

### Катедрала
Барокна катедрала подигнута је на месту првобитне готске цркве која је спаљена 1725. године. Нова црква је довршена 1734. године, према нацрту Волфганга Браубока. Олтарске слике приписују се Петру Брандлу, а оба вредна бочна олтара вероватно су дело локетског вајара Јана Вилда. Када је црква реконструисана, обновљено је старо црквено двориште иза презвитеријума. Овде је подигнут споменик лорду Вацлаву Попелу од Лобковица, затвореном у Локету и сахрањеном у црквеној крипти.

## У медијима
Центар града и дворац коришћени су као локације у филму Казино Ројал из 2006. године, представљајући град у Црној Гори.